# 穆家峪镇
穆家峪镇是中国北京市密云区下辖的一个镇，京承铁路和101国道穿镇而过。

## 行政区划
穆家峪镇下辖以下居委会及村委会：
穆家峪社区、新农村社区、前栗园社区、刘林池村、新农村、前栗园村、后栗园村、沙峪沟村、大石岭村、水漳村、达峪沟村、荆稍坟村、羊山村、南穆家峪村、北穆家峪回族村、九松山村、西穆家峪村、阁老峪村、娄子峪村、达岩村、辛安庄村、荆子峪村、上峪村、庄头峪村和碱厂村。